# Jeroen Leinders
Jeroen Leinders is een Nederlands schrijver en filmregisseur. Hij maakte in 2013 zijn regiedebuut met de meermaals bekroonde film Tula: The Revolt.

## Biografie
Jeroen Leinders studeerde van 1984 tot 1988 marketing aan de Hogeschool van Amsterdam en volgde van 1994 tot 1995 nog het NIMA-C bij het Nederlands Instituut voor Marketing. Hij is sinds 2004 actief als schrijver en filmregisseur.
In 2012 publiceerde hij de 3e druk en filmeditie van zijn roman Tula – verloren vrijheid over het leven van Tula, leider van de Curaçaose slavenopstand van 1795. Op basis hiervan schreef hij samen met Curtis Holt Hawkins het scenario voor de film Tula: The Revolt die op 24 juni 2013 in het Koninklijk Instituut voor de Tropen in Amsterdam in première ging, met hoofdrollen voor Obi Abili, Jeroen Krabbé en Jeroen Willems. Zijn film werd bekroond met de Grand Jury Prize tijdens de London Film Awards van 2013 en met de prijs voor de Beste film tijdens de San Diego Black Film Festival van 2014.
Eind 2013 kocht hij de filmrechten van het het boek Wanneer de mieren schreeuwen over de 13-jarige Sedar Soares dat door Alex Boogers is geschreven. De jongen kwam in 2003 door een vuurwapen om het leven toen hij sneeuwballen aan het gooien was. De titelsong werd in 2014 gemaakt door Waylon. Om de film te kunnen maken, haalde hij in april 2015 tienduizenden euro's binnen in Villa Thalia in Rotterdam. Voor de productie was echter een miljoen euro nodig.
Op 6 maart begon hij op Bonaire als regisseur met de opnames van de komische speelfilm Mamadu. De film gaat over een oma die op Bonaire haar kleinkinderen op bezoek krijgt. Ze woont echter op de knoek (het platteland) waar het leven heel anders is dan de kinderen gewend zijn. De schrijver en producent van de film is Sendion Balentin.